# Kulturåret 1795

## Händelser
- 2 mars – Haydns Symfoni nr 103 ('Pukvirveln') uruppförs på King's Theatre i London.
- 4 maj – Haydns Symfoni nr 104 ('London') uruppförs på King's Theatre i London.
- 30 maj – Carl Lindegrens pjäs Den försonade fadern har urpremiär på Mindre teatern i Stockholm [1].

### Okänt datum
- Margareta Alströmer, Anna Brita Wendelius och Christina Fredenheim invalda som ledamöter i Kungliga Musikaliska Akademien.
- En första, något ofullständig publicering av Johann Wolfgang von Goethes erotiska diktcykel Romerska elegier sker i Friedrich Schillers tyskspråkiga tidskrift Die Horen.

## Nya verk
- Aline et Valcour ou Le Roman philosophique, en reseroman i brevform av markis de Sade
- Elegien av Johann Wolfgang von Goethe
- Wilhelm Meisters Lehrjahre av Johann Wolfgang von Goethe

## Födda
- 1 januari – Theodor Mohme (död 1850), svensk-norsk konstnär.
- 14 april – Pedro Albéniz (död 1855), spansk pianist och tonsättare.
- 13 juni – Anton Schindler (död 1864), österrikisk musikskriftställare, känd för sin Beethovenbiografi.
- 16 augusti – Heinrich Marschner (död 1861), en tysk kompositör och kapellmästare.
- 31 oktober – John Keats, (död 1821), engelsk poet.
- 5 november – Lovisa Maria Ekenmark, svensk textilkonstnär.
- 10 december – Caspar Kummer (död 1870), tysk flöjtist, kompositör och musikpedagog.
- 22 december – Johanna Charlotta Lundberg (död 1846), svensk konstnär.
- okänt datum – Ifwares Anders Danielsson (död 1835), svensk dalmålare.
- okänt datum – Joseph Böhm (död 1876), österrikisk violinist.

## Avlidna
- 26 januari – Johann Christoph Friedrich Bach (född 1732), tysk kompositör och musiker.
- 11 februari – Carl Michael Bellman (född 1740), svensk skald.
- 17 mars – Johan Fredrik Grenser (född 1758), tysk-svensk oboist och flöjtist.
- 20 april – Johan Henric Kellgren (född 1751), svensk diktare, kritiker, tidningsman och akademiledamot.
- 22 maj – Friedrich Wilhelm Marpurg (född 1718), tysk musikteoretiker och tonsättare.
- 25 oktober – Francesco Antonio Uttini (född 1723), italiensk-svensk dirigent, tonsättare och musiker.
- 6 november – Georg Anton Benda (född 1722), böhmisk tonsättar
- 19 november – Thomas Linley den äldre (född 1733), engelsk dirigent och tonsättare.
- 6 december – Sofia Liljegren (född 1765), finländsk operasångare (sopran).
- 8 december – Giovanni Battista Casanova (född 1730), venetiansk konstnär.
- 11 december – Märta Silfverstedt (född 1740), svensk poet.